# 11451 Aarongolden
11451 Aarongolden è un asteroide della fascia principale. Scoperto nel 1979, presenta un'orbita caratterizzata da un semiasse maggiore pari a 2,8948175 UA e da un'eccentricità di 0,0701161, inclinata di 1,55691° rispetto all'eclittica.